# Zlomek

Grafické znázornění zlomků se jmenovatelem 4.

Zlomek (či lomený výraz) označuje v matematice podíl dvou výrazů (tj. zlomek naznačuje dělení). Zlomek obsahuje zlomkovou čáru, nad kterou je čitatel a pod ní je jmenovatel. Jakékoliv racionální číslo lze napsat jako zlomek, jehož čitatel i jmenovatel jsou celá čísla. Zápis pomocí zlomků je vhodný pro provádění elementárních úprav složitějších výrazů. Zlomky jsou běžně využívány v hovorové řeči (polovina, čtvrtka, dvě pětiny apod.) a starší označení pro různá množství bylo voleno tak, aby mohlo být dále děleno (např. tucet, mandel, kopa apod.), tj. aby mohly být používány jejich zlomkové části.

## Hlavní pojmy
Každý zápis zlomku je založen na části celku (například polovina jako 1⁄2, tři čtvrtiny jako 3⁄4, dvě třetiny jako 2⁄3).
Zlomek se zapisuje ve tvaru {\displaystyle {\frac {a}{b}}} nebo a⁄b. Výraz {\displaystyle a} označujeme jako čitatel (nad zlomkovou čárou) a výraz {\displaystyle b} označujeme jako jmenovatel (pod zlomkovou čárou). Aby měl zlomek smysl, nesmí být jmenovatel roven nule (v oboru reálných čísel nelze dělit nulou).
Pokud jsou v čitateli i ve jmenovateli zlomku další zlomky (např. {\displaystyle {\frac {\frac {a}{b}}{\frac {c}{d}}}}), pak takový jej označujeme jako složený zlomek.
Pokud je čitatel menší než jmenovatel (zlomek je menší než jedna) označujeme tento zlomek jako pravý zlomek. Nepravý zlomek je větší než jedna a lze ho převést na smíšené číslo (například 5⁄4 = 11⁄4).
Smíšené číslo se skládá z celého čísla a pravého zlomku, například jeden a půl lze zapsat jako 11⁄2.

## Počítání se zlomky
Zlomky se dají sčítat, odčítat, násobit a dělit, dokonce i umocňovat. Chceme-li vynásobit dva zlomky, vynásobíme mezi sebou oba čitatele a oba jmenovatele. Součin čitatelům napíšeme nad zlomkovou čáru a součin jmenovatelů pod ní.
Abychom mohli sečíst nebo odečíst dva zlomky, musí mít stejného jmenovatele (například 1⁄2 + 3⁄2 = 4⁄2 = 2). V případě nutnosti lze jeden nebo oba zlomky převést na společného jmenovatele (1⁄2 + 1⁄3 = 3⁄6 + 2⁄6 = 5⁄6).

### Pravidla
{\displaystyle {\frac {a}{b}}\pm {\frac {c}{d}}={\frac {ad\pm bc}{bd}}}
{\displaystyle {\frac {a}{b}}\cdot {\frac {c}{d}}={\frac {ac}{bd}}}
Pokud navíc {\displaystyle c\neq 0}, pak
{\displaystyle {\frac {\frac {a}{b}}{\frac {c}{d}}}={\frac {ad}{bc}}}
{\displaystyle -\left({\frac {a}{b}}\right)={\frac {-a}{b}}}
{\displaystyle \left({\frac {a}{b}}\right)^{n}={\frac {a^{n}}{b^{n}}}}
Dva zlomky {\displaystyle a \over b} a {\displaystyle c \over d} mají stejnou hodnotu tehdy a jen tehdy, když {\displaystyle a\cdot d=b\cdot c} (tzn. jejich podíl je 1).
Pokud máme zlomek {\displaystyle {\frac {a}{b}}}, přičemž čitatel lze vyjádřit jako {\displaystyle a=c\cdot r} a jmenovatel jako {\displaystyle b=c\cdot s} (tedy {\displaystyle {\frac {a}{b}}={\frac {c\cdot r}{c\cdot s}}} ), pak lze zlomek {\displaystyle {\frac {a}{b}}} vyjádřit v ekvivalentním tvaru jako
{\displaystyle {\frac {a}{b}}={\frac {r}{s}}}
Tento postup je označován jako krácení zlomku. Hodnoty obou zlomků jsou ekvivalentní a lze je libovolně zaměňovat. Platí tedy např. {\displaystyle {\frac {4}{8}}={\frac {2}{4}}={\frac {1}{2}}}. Je vidět, že vzájemně ekvivalentních zlomků existuje nekonečné množství, např. {\displaystyle {\frac {1}{2}}={\frac {n}{2n}}} pro libovolné přirozené číslo n. O zlomku řekneme, že je v základním tvaru, pokud jeho čitatel a jmenovatel nemají žádného společného dělitele - tento tvar je naopak pro každou třídu zlomků o stejné hodnotě jedinečný.
Podaří-li se zkrátit zlomek na tvar {\displaystyle {\frac {n}{1}}}, pak jej pokládáme roven přímo číslu n, tzn. {\displaystyle {\frac {n}{1}}=n}. Např. {\displaystyle {\frac {4}{2}}={\frac {2}{1}}=2}.
Při provádění složitějších operací na zlomky se zlomek a⁄b chová jako {\displaystyle a\cdot b^{-1}}, takže například:
{\displaystyle \log \left({\frac {a}{b}}\right)=\log(a\cdot b^{-1})=\log a-\log b}

### Lomené výrazy

#### Smysl lomených výrazů (podmínky)
Lomené výrazy jsou výrazy zapsané ve tvaru zlomku a pracujeme s nimi podobně jako se zlomky. Žádný jmenovatel žádného zlomku nesmí být roven nule, musíme tedy u lomených výrazů vždy určit, kdy mají smysl (určit podmínky).
př. Určete, kdy má výraz {\displaystyle {\frac {x-7}{x^{2}-4}}} smysl.
Výraz má smysl, pokud jmenovatel zlomku není roven 0. Tudíž {\displaystyle x^{2}-4\neq 0\Rightarrow x\neq \pm 2}

#### Krácení lomených výrazů
Lomené výrazy, stejně jako zlomky, můžeme krátit. Krátit lomený výraz znamená dělit čitatele i jmenovatele stejným výrazem.
př. Zkraťte lomený výraz.
{\displaystyle {\frac {3x^{2}-3xy}{3(x-y)^{2}}}}
1) Musíme určit, kdy má daný výraz smysl.
Výraz má smysl, pokud {\displaystyle 3(x-y)^{2}\neq 0} a to je pro {\displaystyle x\neq {y}}
Můžeme krátit
{\displaystyle {\frac {3x^{2}-3xy}{3(x-y)^{2}}}} = (abychom mohli čitatele i jmenovatele krátit, musíme čitatel upravit na součin:) = {\displaystyle {\frac {3x(x-y)}{3(x-y)^{2}}}} = (můžeme zkrátit výrazem 3(x-y)= {\displaystyle {\frac {x}{(x-y)}}}
Tudíž {\displaystyle {\frac {3x^{2}-3xy}{3(x-y)^{2}}}={\frac {x}{(x-y)}}} , pro {\displaystyle x\neq {y}}

#### Rozšiřování lomených výrazů
Rozšířit lomený výraz znamená vynásobit jeho čitatele a jmenovatele týmž výrazem (různým od nuly). Rozšiřování užíváme též při převádění lomeného výrazu na společného jmenovatele.

př. Rozšiřte lomený výraz {\displaystyle {\frac {1}{x+3}}} výrazem {\displaystyle x-1}
Nejprve určíme podmínky lomeného výrazu: {\displaystyle x\neq {-3}}
Rozšíříme:
{\displaystyle {\frac {1(x-1)}{(x+3)(x-1)}}={\frac {x-1}{x^{2}-x+3x-3}}={\frac {x-1}{x^{2}+2x-3}}}
př. Rozšiřte lomený výraz {\displaystyle {\frac {x+3}{x-2}}} na lomený výraz se jmenovatelem {\displaystyle x^{2}-4}
Nejprve určíme podmínky lomeného výrazu: {\displaystyle x\neq {2}}
Pokud výraz {\displaystyle x^{2}-4} rozložíme podle vzorce {\displaystyle a^{2}-b^{2}=(a+b)(a-b)} na výraz {\displaystyle (x-2)(x+2)} , vidíme, že daný lomený výraz stačí rozšířit výrazem {\displaystyle (x+2)}

{\displaystyle {\frac {(x+3)(x+2)}{(x-2)(x+2)}}={\frac {x^{2}+2x+3x+6}{x^{2}-4}}={\frac {x^{2}+5x+6}{x^{2}-4}}}

#### Usměrňování lomených výrazů
Usměrnit daný lomený výraz znamená upravit ho rozšířením tak, aby již ve jmenovateli nevystupoval výraz, který může nabývat iracionálních či komplexních hodnot.
Příklady
(U, V, W značí výrazy)
- odstranění k-té odmocniny ze jmenovatele – lomený výraz se rozšíří (k-1). mocninou jmenovatele:

{\displaystyle {\frac {U}{\sqrt[{k}]{W}}}={\frac {U({\sqrt[{k}]{W}})^{k-1}}{{\sqrt[{k}]{W}}({\sqrt[{k}]{W}})^{k-1}}}={\frac {U({\sqrt[{k}]{W}})^{k-1}}{W}}}
- odstranění druhé odmocniny z dvojčlenného jmenovatele – lomený výraz se rozšíří dvojčlenem s opačným znaménkem u odmocniny:

{\displaystyle {\frac {U}{V\pm {\sqrt {W}}}}={\frac {U(V\mp {\sqrt {W}})}{(V\pm {\sqrt {W}})(V\mp {\sqrt {W}})}}={\frac {U(V\mp {\sqrt {W}})}{V^{2}-W}}}
- odstranění komplexního výrazu ze jmenovatele – lomený výraz se rozšíří komplexně sdruženým číslem:

{\displaystyle {\frac {U}{V\pm \mathrm {i} W}}={\frac {U(V\mp \mathrm {i} W)}{(V\pm \mathrm {i} W)(V\mp \mathrm {i} W)}}={\frac {U(V\mp \mathrm {i} W)}{V^{2}+W^{2}}}}

## Jiné vyjádření zlomků
V desetinném zápise se zlomky vyjadřují jako desetiny, setiny, tisíciny apod. (například 1⁄2 = 0,5). Některé zlomky nelze vyjádřit konečným desetinným rozvojem, ale protože se jedná o racionální čísla, jejich rozvoj je od určitého desetinného místa periodický, tedy určitá skupina číslic (zvaná perioda) se neustále opakuje. Pro zjednodušení zápisu lze použít pro periodické opakování číslic na dalších desetinných místech symbol pruhu nad periodou, např.:
0,1167 = 0,116767676767...
Zlomek lze také převést na procentuální podíl z celku (například 1⁄2 = 50 %).
| Zlomek | Procenta | Desetinné číslo |
| ------ | -------- | --------------- |
| 1/2    | 50 %     | 0,5             |
| 1/3    | 33,33 %  | 0,33            |
| 1/4    | 25 %     | 0,25            |
| 1/5    | 20 %     | 0,2             |
| 1/6    | 16,66 %  | 0,166           |
| 1/8    | 12,5 %   | 0,125           |
| 1/10   | 10,0 %   | 0,1             |
| 1/100  | 1 %      | 0,01            |
| 2/3    | 66,66 %  | 0,66            |
| 3/4    | 75 %     | 0,75            |
| 3/5    | 60%      | 0,6             |

Platí (přesně!):
{\displaystyle 0{,}{\overline {9}}=1}
(obojí je totiž zápis čísla {\displaystyle 3\cdot {\tfrac {1}{3}}}).

### Převod mezi různými druhy zápisu
- Převod z tvaru zlomku do tvaru desetinného zápisu: Provede se zlomkem naznačené dělení. (Pro převod na procenta výsledek vynásobíme číslem jedna zapsaným jako 100 %.)
  - Příklady:
  - 1/16 = 0,0625 = 6,25 %
  - 1/17 = 0,058823529411764705882352941176470... = 0,05882352941176470 = 5,8823529411764705 %

- Převod z konečného desetinného zápisu na zlomek: Vzdáleností poslední číslice čísla je dán řád desetinného zlomku, tj. desetiny, setiny, tisíciny apod.; výsledek lze často zjednodušit krácením.
  - Příklad:
  - 0,0125 = 125/10000 = 1/80

- Převod z periodického desetinného zápisu na zlomek: U tzv. ryze periodických kladných čísel menších než 1, u kterých začíná perioda hned za desetinnou čárkou, lze číslo jako zlomek zapsat tak, že čitatelem budou číslice jedné periody a jmenovatelem tolik devítek, kolik číslic má čitatel; výsledek lze často zjednodušit krácením. Ostatní periodická čísla lze zapsat jako součet čísla s konečným zápisem a desetinného podílu ryze periodického čísla.
  - Příklady:
  - 0,3 = 3/9 = 1/3
  - 0,592 = 592/999 = 16/27
  - 0,64096 = 64/100 + 0,96/1000 = 64/100 + 96/(99·1000) = 63456/99000 = 2644/4125
  - 2,25 = 2 + 25/99 = 198/99 + 25/99 = 223/99

- Převod z periodického desetinného zápisu pomocí nekonečné řady: Každé periodické číslo se dá rozložit na součet několika jednotlivých částí (př. 1.). Tyto části, které v součtu dají původní číslo, není těžké sečíst pomocí vzorce pro nekonečnou geometrickou řadu (Př. 2):
  - Př. 1.
    - {\displaystyle 2{,}{\overline {25}}=2+0{,}25+0{,}0025+0{,}000025...=2+{\frac {1}{4}}+{\frac {1}{400}}+{\frac {1}{40000}}+...}

  - Př. 2.
    - {\displaystyle a_{1}={\frac {1}{4}},\;q={\frac {1}{100}}}
    - {\displaystyle \sum _{k=1}^{\infty }a_{k}={\frac {a_{1}}{1-q}}={\frac {\frac {1}{4}}{1-{\frac {1}{100}}}}={\frac {\frac {1}{4}}{\frac {99}{100}}}={\frac {100}{4\cdot 99}}={\frac {25}{99}}}
    - {\displaystyle 2{,}{\overline {25}}=2+{\frac {25}{99}}={\frac {223}{99}}}

- K převodu periodického čísla se dá využít obou způsobů, první je však na první pohled snazší, druhý ale podává i zdůvodnění "devítkového" jmenovatele.

## Historie zlomků

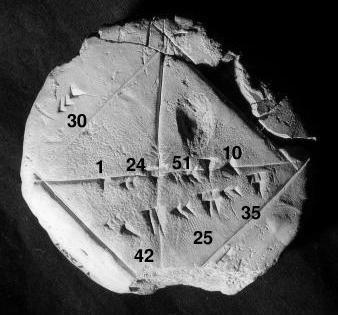
Babylónská destička YBC 7289 (kolem 1700 př. n. l.) ukazující aproximativní vyjádření odmocniny ze 2 jako čísla zapsaného pomocí číslic v desítkové soustavě (znaků pro 1 a 10) a vyjadřující pravděpodobně rozvoj zlomků se základem (jmenovatelem) mocnin 60.

V různých civilizacích z důvodu rozvoje průmyslu a obchodu, architektury, mořeplavby, přírodních a jiných věd vznikla potřeba velkých a obtížných aritmetických výpočtů, což vedlo k většímu rozvoji matematiky. Egypťané používali zlomky i 1000 př. n. l. Skoro všechny zlomky se však převáděly na součty tzv. kmenových zlomků, tj. zlomků s čitatelem rovným jedné.